# Chögyam Trungpa Rinpoché
Trungpa Tulkou, Rinpoché
Chökyi Nyinche Choseng Trungpa
Pour les articles homonymes, voir Gyatso.

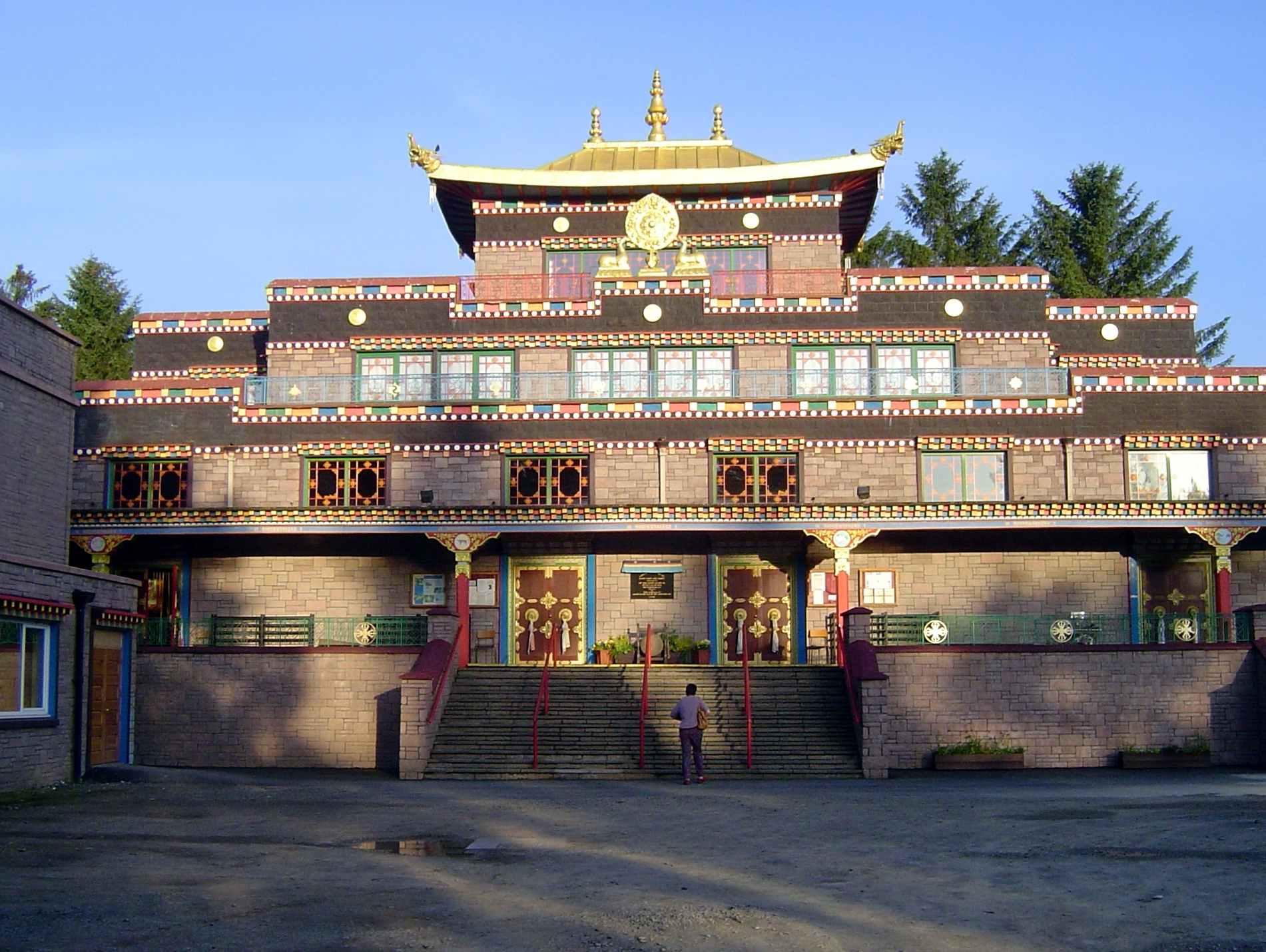
Le monastère Kagyu Samye Ling et le Centre Tibétain à Eskdalemuir, près de Langholm, Dumfries et Galloway, en Écosse, fondé par Chögyam Trungpa Rinpoché

Chögyam Trungpa Rinpoché (5 mars 1939, Géjé, Kham - 4 avril 1987, Halifax), est un maître du bouddhisme tibétain connu pour avoir fondé Vajradhatu et la Naropa University (en) en Occident dans les années 1970, ainsi qu'une voie laïque de méditation dans la lignée Shambhala. Il est aussi réputé pour avoir été un maître spirituel aux méthodes iconoclastes.
Il est reconnu au sein de sa tradition comme la 11e réincarnation de la lignée des Trungpa Tulkou, maîtres importants de la lignée Kagyu, l'une des quatre écoles du bouddhisme tibétain, connue pour l'importance qu'elle accorde à la transmission orale de ses enseignements de maître à disciple. Il est considéré comme un tertön, découvreur d'enseignements.

## Biographie

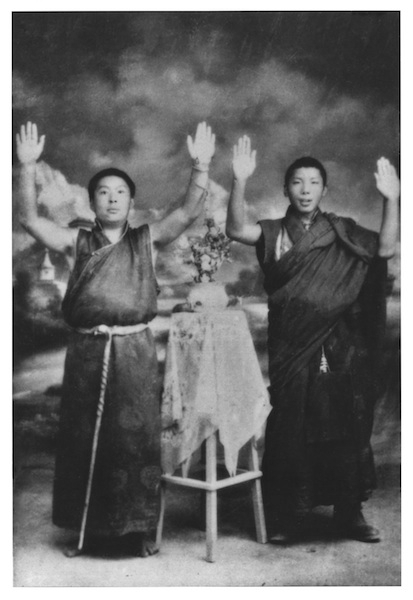
Khenpo Gangshar (à gauche) et Chögyam Trungpa

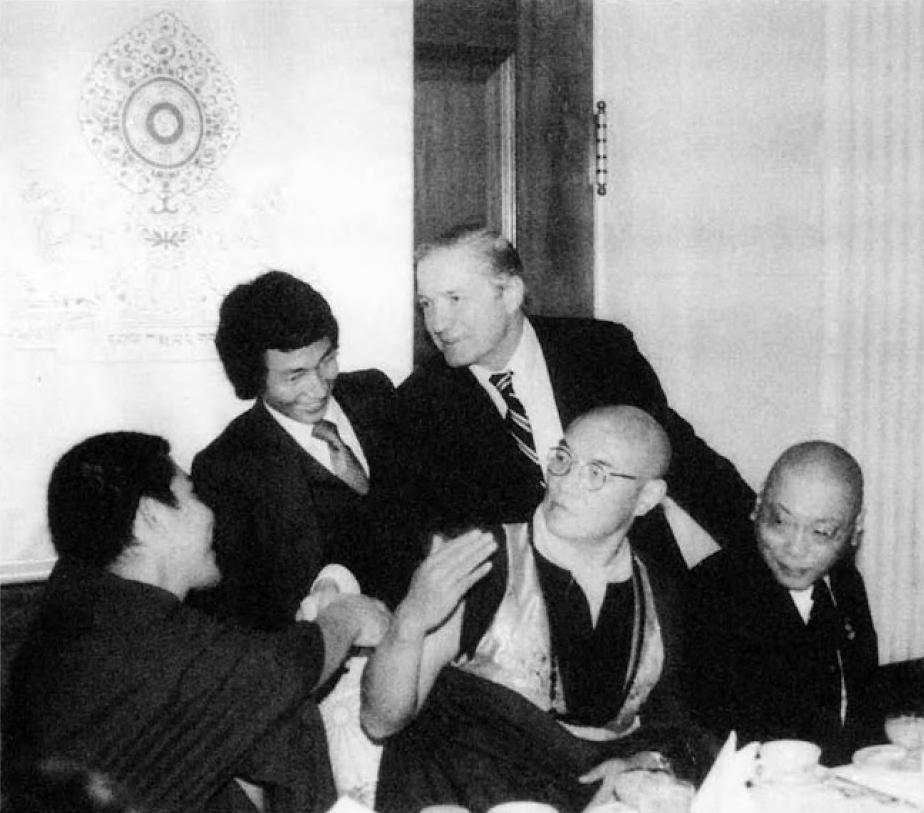
Charles Percy, Jamgon Kongtrul Rinpoché, le 16e karmapa, Chogyam Trungpa, lors d'un déjeuner au Capitole en 1980. Le traducteur, Ngödup Burkhar, est en arrière plan.

Chögyam (contraction de Chokyi Gyatso (sanskrit : Dharma Samudra)) Trungpa est né dans la famille Mukpo, une famille de nomades descendante du roi Guésar de Ling, au village de Géjé, près de la montagne Pago Punsum dans le Kham, au Tibet oriental, en 1939. Il n'avait que 13 mois lorsqu'il fut reconnu comme maître réincarné, par le 16e karmapa,. Après avoir été intronisé supérieur suprême du monastère de Surmang et gouverneur du district de Surmang, il commença une période de formation de 18 ans, fondée sur la pratique de la méditation et l'étude théorique de la philosophie bouddhique.
À 8 ans, Chögyam Trungpa est ordonné moine novice par Jamgön Kontrul de Palpung. À 9 ans, il rencontre Jamgön Kontrul de Sechen, un maître spirituel réputé, qui lui donne une impression d'authenticité et qui sera une de ses principales inspirations dans les années qui suivirent. Peu de temps après, il reçoit aussi des enseignements de Dilgo Khyentse Rinpoché, qui l'impressionne. Il aborde l'étude et la pratique intensive des disciplines monastiques, de même que celles des arts, dont la calligraphie, la peinture de thangka et la danse monastique.
À l'âge de 12 ans, il voit pour la première fois des soldats chinois camper autour des monastères du sud de Surmang et s'en inquiète. À l'âge de 15 ans, il dit avoir vu des films de propagande projetés par les soldats chinois dans les monastères. C'est aussi l'âge où il rencontra le 14e dalaï-lama, Tenzin Gyatso, pour la première fois. Au printemps 1955, Chögyam Trungpa se rend à pied depuis Surmang au monastère de Palpung pour y rencontrer les représentants du dalaï-lama.
En 1958, il reçoit les titres de kyorpön (docteur en théologie) de khenpo (maître des études). La même année, il est ordonné moine.
En 1959, quand les militaires chinois entrés au Tibet en 1950 saisirent les monastères, Chögyam Trungpa se cacha dans une vallée, puis dans une caverne. Il partit pour Lhassa, mais apprenant en chemin la fuite du dalaï-lama, il entreprit un dangereux voyage à travers l'Himalaya jusqu'en Inde, et fut rejoint par 300 personnes, dont Akong Rinpoché. Seules 14 personnes atteindront la frontière de l'Assam 9 mois plus tard, les autres ayant été abattues ou faites prisonnières au moment du passage de la frontière. C'est durant cette fuite qu'il rencontra Könchok Paldrön (1931-2019),, une nonne tibétaine dont il tomba amoureux et qui lui donna 3 ans plus tard en Inde son premier fils : Ösel Rangdrol Mukpo. Könchok Paldrön, à cause de cette grossesse, dut partir avec son fils. Elle se remaria ensuite et eut d'autres enfants.
De 1959 à 1963, Chögyam Trungpa fut nommé par le 14e dalaï-lama conseiller spirituel de la Young Lamas Home School, à Dalhousie en Inde. En 1963, Chögyam Trungpa partit pour l'Angleterre afin d'étudier les religions comparées, la philosophie et les beaux-arts à l'Université d'Oxford, grâce à une bourse Spaulding. À la même époque, il étudia aussi l'arrangement floral japonais (ikebana) et reçut la qualification d'enseignant de l'école Sogetsu (en).
En 1967, il se rendit en Écosse, où il fonda avec Akong Rinpoché le centre de méditation Samye Ling, 1er centre de pratique du bouddhisme tibétain en Occident.
En 1968, alors tuteur pour le bouddhisme du prince héritier du Bhoutan, Jigme Singye Wangchuck, il est invité par la famille royale et rencontre à nouveau Dilgo Khyentse Rinpoché. Il fait une retraite de 10 jours à Taktshang au cours de laquelle il compose La Sadhana du Mahamudra, texte considéré comme étant un terma. Il se dit alors que pour permettre le développement d'une spiritualité authentique en Occident, il devait essayer d'exposer le matérialisme spirituel et ses embûches.

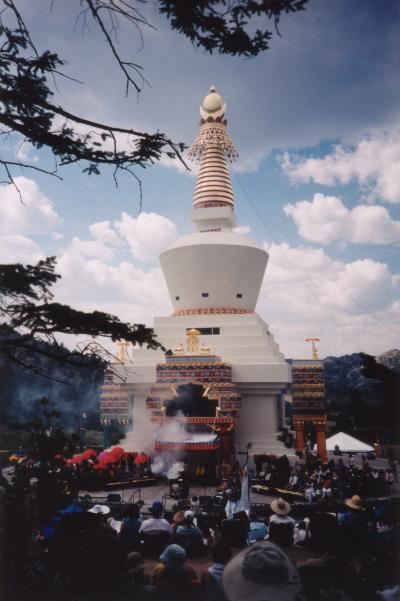
Stupa de Dharmakaya dans le Colorado, où ont été déposées les cendres de Chögyam Trungpa

De retour en Écosse, il obtient la citoyenneté britannique. Peu après, il a un accident de voiture qui lui laisse une hémiplégie gauche partielle, à la suite de quoi il prit la décision d'abandonner ses vœux monastiques et de devenir un enseignant laïc : « J'ai réalisé qu'il m'était désormais impossible de chercher à préserver ma vie privée, que je ne détenais plus aucune identité ni légitimité particulières. Plus question pour moi de me cacher derrière une robe de moine, créant de la sorte une espèce d'aura insondable, qui s'avérait n'être pour moi qu'un obstacle. Dans la perspective d'un engagement plus vaste envers le sangha, je pris la décision de briser mes vœux monastiques. Plus que jamais je me sentais totalement consacré à la cause du bouddhisme. »
En 1969, il publia Méditation et Action, premier d'une série de livres sur le chemin spirituel publiés pendant sa vie.
L'année suivante, le 3 janvier 1970, il épousa Diana Pybus (Diana J. Mukpo) alors âgée de 16 ans et partit aux États-Unis, où il établit son premier centre de méditation en Amérique du Nord à Barnet dans le Vermont. Au départ nommé Tail of the Tiger (la Queue du Tigre), il est aujourd'hui connu sous le nom de Karmê Chöling.
Dans les années 1970, Chögyam Trungpa dirigea six séminaires Vajradhatu de trois mois de méditation intensive. Chögyam Trungpa a aussi invité d'autres maîtres, dont le 16e Karmapa, chef de la lignée Karma-kagyu, à venir enseigner en Occident. C'est aussi pendant cette période que Chögyam Trungpa a fondé Vajradhatu, une organisation qui chapeaute les nombreux centres qui s'établissaient à travers le monde sous sa direction et dont le siège central est établi à Boulder dans le Colorado.
En 1976, il nomma Thomas Frederick Rich (Ösel Tendzin (en)) son régent Vajra, fonction traditionnelle qui confère la responsabilité de poursuivre la tâche d'enseignements léguée par un maître. Le régent Vajra Ösel Tendzin a été le 1er Occidental reconnu comme détenteur de la lignée Shambhala de la tradition Kagyupa.
Vers la fin des années 1970, Chögyam Trungpa offrit une pratique contemplative aux personnes qui ne s'intéressaient pas nécessairement à l'étude du bouddhisme. Il mit au point un programme appelé Apprentissage Shambhala, fondé sur le légendaire royaume du même nom.
Pendant les années 1980, tout en continuant ses tournées d'enseignement, les séminaires Vajradhatu et la publication de livres - à quoi s'ajoute l'établissement d'un monastère bouddhiste à Cap Breton en Nouvelle-Écosse, au Canada - Trungpa orienta son attention de plus en plus vers la propagation d'enseignements qui s'étendaient au-delà du canon bouddhiste. Ces activités ne comprenaient pas seulement l'Apprentissage Shambhala, qui attirait des milliers d'élèves, mais aussi le tir à l'arc japonais, la calligraphie, l'arrangement floral (ikebana), la cérémonie du thé, la santé, la danse, le théâtre et la psychothérapie, entre autres. Chögyam Trungpa déclarait chercher à apporter « l'art dans la vie quotidienne ». Il établit en 1974 la Fondation Nalanda pour servir de tutelle à ces activités.
En 1986, suivant son désir d'établir le centre de son organisation dans une ambiance moins agressive et matérialiste, Chögyam Trungpa partit pour la Nouvelle-Écosse, où quelques centaines de ses élèves s'étaient déjà établis. Peu de temps après, en avril 1987, la vie de Chögyam Trungpa arriva à son terme des suites d'une maladie du foie liée à son alcoolisme. Chögyam Trungpa eut cinq fils.

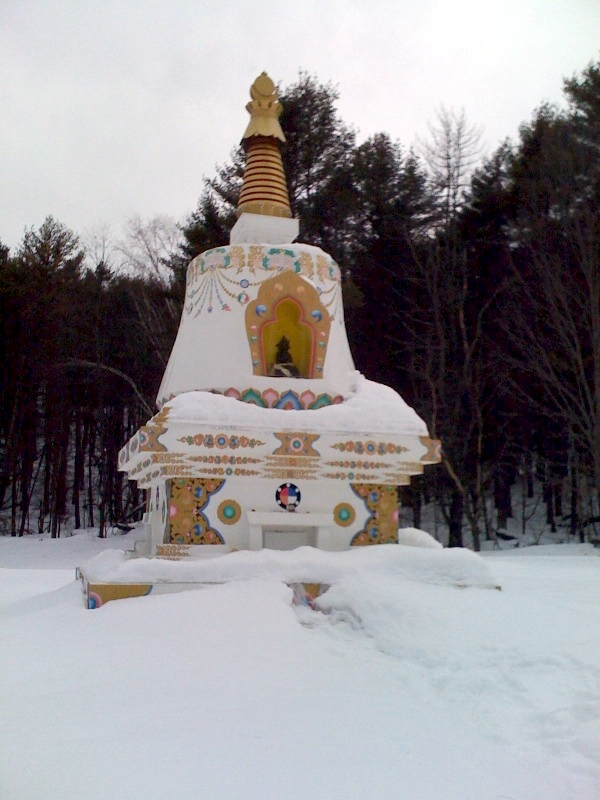
Le Stupa de Karme Chöling

## Héritage
Chögyam Trungpa Rinpoché est considéré comme l'un des enseignants du bouddhisme tibétain les plus dynamiques du XXe siècle. Il a fondé plus d'une centaine de centres de méditation à travers le monde, dont la première université d'inspiration bouddhiste en Amérique du Nord : l'Université Naropa. Il est l'auteur de plus de 20 livres sur la méditation, le bouddhisme, la poésie, les arts et la voie Shambhala de l'art du guerrier.
Ses obsèques, auxquelles assistèrent plus de 3 000 personnes, se déroulèrent sur une journée entière au cours d'une cérémonie élaborée, sur la terre du Vermont où il posa le pied pour la première fois aux États-Unis. Quelques années plus tard, le régent Vajra mourut aussi. Dans la période suivant ces décès, la communauté et ses dirigeants se tournèrent vers un des maîtres les plus vénérés de Chögyam Trungpa et le seul vivant, Dilgo Khyentse Rinpoché, chef de la lignée Nyingmapa.
En 2000, son fils aîné le Sakyong Mipham a commencé à utiliser l'expression « Bouddhisme Shambhala » pour désigner l'enseignement de son père et le sien, comme une nouvelle lignée qui sans être tout à fait détachée de celle des Tibétains se veut malgré tout plus séculière.

## Folle sagesse

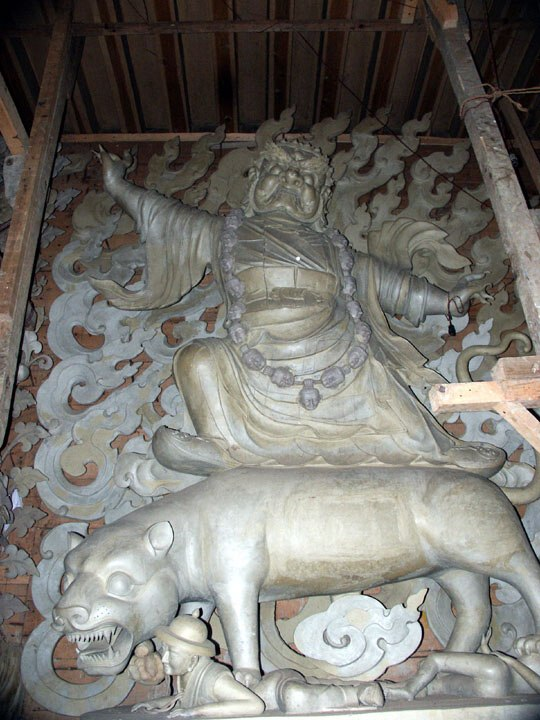
Dorje Drolö, la forme la plus courroucée de Padmasambhava, manifestation de la folle sagesse, qui incarne les forces de l'intuition et de la compassion au-delà de la logique et des conventions.

Chögyam Trungpa était un maître spirituel iconoclaste dont certains comportements (comme la création d'une cour royale de Kalapa fictive), les habitudes (sa consommation d'alcool), et les méthodes (dans l'esprit de Dorje Drolö, la manifestation de la « folle sagesse ») ont soulevé des controverses. Sa femme, Diana J. Mukpo (Diana Pybus), dans sa biographie, rapporte avoir été témoin et participante, parfois embarrassée, des activités de son mari,.
Plusieurs femmes de son entourage proche ont rapporté des faits d'abus sexuels et de viol.

## XIIeréincarnation
Choseng Trungpa Rinpoché est le 12e et actuel Trungpa Rinpoché. Il est né le 6 février 1989 dans le village de Pawo, à Dege, dans l'Est du Tibet, le Kham. Il fut reconnu par Taï Sitou Rinpoché en 1991. Il a été intronisé une année plus tard au monastère de Surmang par son oncle, Damkar Rinpoché, un haut lama Kagyupa. Il a étudié les traditions de Surmang sous la tutelle de Kenla, un moine avancé et âgé, et a reçu son éducation monastique primaire au shedra au monastère de Palpung.
Le nom Chöseng est une contraction de Chökyi Sengé, qui signifie le « Lion du Dharma ».
En 2001, il a rencontré pour la première fois Sakyong Mipham Rinpoché, le fils de son incarnation précédente, le Vidyadhara Chögyam Trungpa Rinpoché.

#### Ouvrages de Chögyam Trungpa
- Chögyam Trungpa (trad. Michel Berry et Anne Berry, préf. Marco Pallis), Né au Tibet, Seuil, 1991 (1re éd. 1968, Buchet/Chastel).
- Méditation et Action, Causeries au Centre Tibétain de Samyê-Ling mises en français par Armel Guerne, Fayard, 1973.
- Pratique de la voie tibétaine : au-delà du matérialisme spirituel, Paris : Seuil, 1976.
- Le mythe de la liberté et la voie de la méditation collection "Points - Sagesses", Paris : Seuil, 1979.
- L'Aube du Tantra, Albin Michel, 1982
- Shambhala : la voie sacrée du guerrier, Paris : Seuil, 1990.
- Le Cœur du sujet, Paris : Seuil, 1993.
- Folle sagesse, Paris : Seuil, 1993.
- Mandala : un chaos ordonné, Paris : Seuil, 1994.
- Bardo : au-delà de la folie, Paris : Seuil, 1995.
- Tantra : la voie de l'ultime, Paris : Seuil, 1996.
- Jeu d'illusion : vie et enseignement de Naropa, Paris : Seuil, 1997.
- L'entraînement de l'esprit : et l'apprentissage de la bienveillance, Paris : Seuil, 1998.
- Le livre des morts tibétain : la grande libération par l'audition pendant le bardo Chögyam Trungpa Rinpoché et Padmasambhava, Karma Lingpa, Francesca Fremantle, Courrier du livre, 1998.  (ISBN 2702901476)
- Regards sur l'abhidharma d'apres un seminaire sur la philosophie bouddhique, Éditions yiga tcheu dzinn, 1999.
- La sagesse de Shambhala : Soleil du Grand Est, Paris : Seuil, 2002.
- Dharma et créativité, Paris : Seuil, 2003.
- Enseignements secrets : l'incandescence du réel, traduit par Vincent Bardet, Ed. du Relié, 2003, Paris : Seuil, 2006.
- Pour chaque moment de la vie, textes présentés et réunis par Fabrice Midal, Paris, 2004[28].

- Le chemin est le but : manuel de base de méditation bouddhique, Ed Vega, 2005.
- Zen et Tantra, Paris : Seuil, 2010.
- La pleine conscience en action, Éd. du Seuil, 2018. Préface de Matthieu Ricard.

#### Ouvrages sur Chögyam Trungpa
- Chögyam Trungpa, une révolution bouddhiste par Fabrice Midal, Éditions du grand est 2007.
- Recalling Chögyam Trungpa par Fabrice Midal, Shambhala Publications 2006
- Chögyam Trungpa Rinpoché et Fabrice Midal (2004) Pour chaque moment de la vie Paris : Seuil.
- Warrior-king of Shambhala: remembering Chögyam Trungpa Par Jeremy Hayward; Wisdom Publications, 2007
- Diana J. Mukpo (épouse de Chögyam Trungpa), Ma vie avec Chögyam Trungpa, Le rugissement du dragon, La Table Ronde, 2008.